# Naprágy
Naprágy (szlovákul Neporadza) község Szlovákiában, a Besztercebányai kerület Rimaszombati járásában.

## Fekvése
Tornaljától 12 km-re délkeletre, a magyar határ mellett fekszik.

## Története
1254-ben IV. Béla adománylevelében "Neporad" alakban említik először. 1323-ban "Noprad", 1340-ben "Naprad" alakban szerepel. A gömöri uradalom része volt. 1427-ben Náprágyi János 12 portával, 1431-ben Náprágyi Lőrinc 21 portával rendelkezett a településen. A 16. században török uralom alá került, ezután kisnemesi község volt. 1828-ban 46 házában 363 lakos élt. Lakói főként mezőgazdasággal foglalkoztak. A 19. században szélmalom is működött itt.
Vályi András szerint: "NAPRÁGY. Magyar falu Gömör Várm. a’ Putnoki Járásban, földes Ura Hamvay, Kubinyi, Széki, és több Urak, lakosai reformátusok, fekszik egy völgyben Keszitől 1/2, Sz. Királytól 1 órányira, Zádorfalvához sem meszsze, és annak filiája; határja hegyes, közép termékenységű, piatzozása 3 mértföldnyire, fája tűzre elég, szőlő hegye középszerű, legelője, ’s erdeje sem kevés, gyümöltse kivált tseresnyéje különösen jó, Putnoktól 1, Roznyóról 6 mértföldnyire van."
Fényes Elek szerint: "Naprágy, magyar falu, Gömör vmegyében, közel Kelemérhez egy völgyben fekszik. Van benne reform. templom. A lakosok száma 577-re megy, kivevén nehány evangelikust, a többi mind reformatus, s eredeti magyarok. Van 26 6/8 majorsági telek, 150 hold erdő, 8 kapa szőlő. Hegyes szántófölde bőven termi a jó tiszta buzát s egyebet. Recski Benedeknek van itt egy szélmalma, a putnoki járásban, de Gömör vmegyében sincs több. Birják jelenleg Recski, Hamvai, Hevessi urakon kivül Szuhai, Ragályi, Nagy, Tánczos, Tar, Orbán, Kovács, Hubai, Szokol, Szivos családok. Ut. p. Tornalja."
Gömör-Kishont vármegye monográfiája szerint: "Naprágy, Bánréve közelében fekvő magyar kisközség, 136 házzal és 562 ev. ref. vallású lakossal. 1427-ben Napragh néven merül fel. Földesurai a Hanvay, Recsky, Naprágyi, Lenkey, Szuhay, Ragályi, Nagy, Tánczos, Tar, Orbán, Kovács, Hubay, Báthy, Széky és Szivós családok. A mult század közepén itt volt az egész vármegyében az egyetlen szélmalom, melyet Recsky Benedek állíttatott. A lakosok fogyasztási szövetkezetet és dalegyletet tartanak fenn. 1836-ban a községnek legnagyobb része leégett. Református templomának építési ideje ismeretlen, de 1694-ben már megújították. Az egyház több, XVII. századbeli szentedényt őriz. Ide tartoznak Széki, Láz és Szeles puszták is. A község postája Kelemér, távírója Putnok és vasúti állomása Bánréve."
Itt állt a 19. század közepéig a vármegye egyetlen szélmalma. A trianoni békeszerződésig Gömör-Kishont vármegye Putnoki járásához tartozott. 1938 és 1944 között ismét Magyarország része.

## Népessége
| Év:            | 1994. | 2004.   | 2014.    | 2024.    |
| -------------- | ----- | ------- | -------- | -------- |
| Emberek száma: | 312   | 313     | 251      | 299      |
| Eltérés:       |       | +0,32 % | -19,80 % | +19,12 % |

| Év:            | 2023. | 2024.   |
| -------------- | ----- | ------- |
| Emberek száma: | 302   | 299     |
| Eltérés:       |       | -0,99 % |

1910-ben 549-en, túlnyomórészt magyarok lakták.
2001-ben 293 lakosából 153 magyar, 72 cigány és 64 szlovák.
2011-ben 277 lakosából 201 magyar, 47 szlovák és 13 cigány.

## Neves személyek
- Itt született 1556-ban Naprágyi Demeter katolikus püspök, erdélyi kancellár.
- Itt született 1832-ben Balogh Gyula költő.
- Itt szolgált Balogh Sámuel református lelkész, író, műfordító, a Magyar Tudományos Akadémia levelező tagja.
- Itt szolgált S. Szabó József református lelkész, pedagógus, irodalomtörténész, költő.

## Nevezetességei
Református temploma 1839-ben épült klasszicista stílusban.

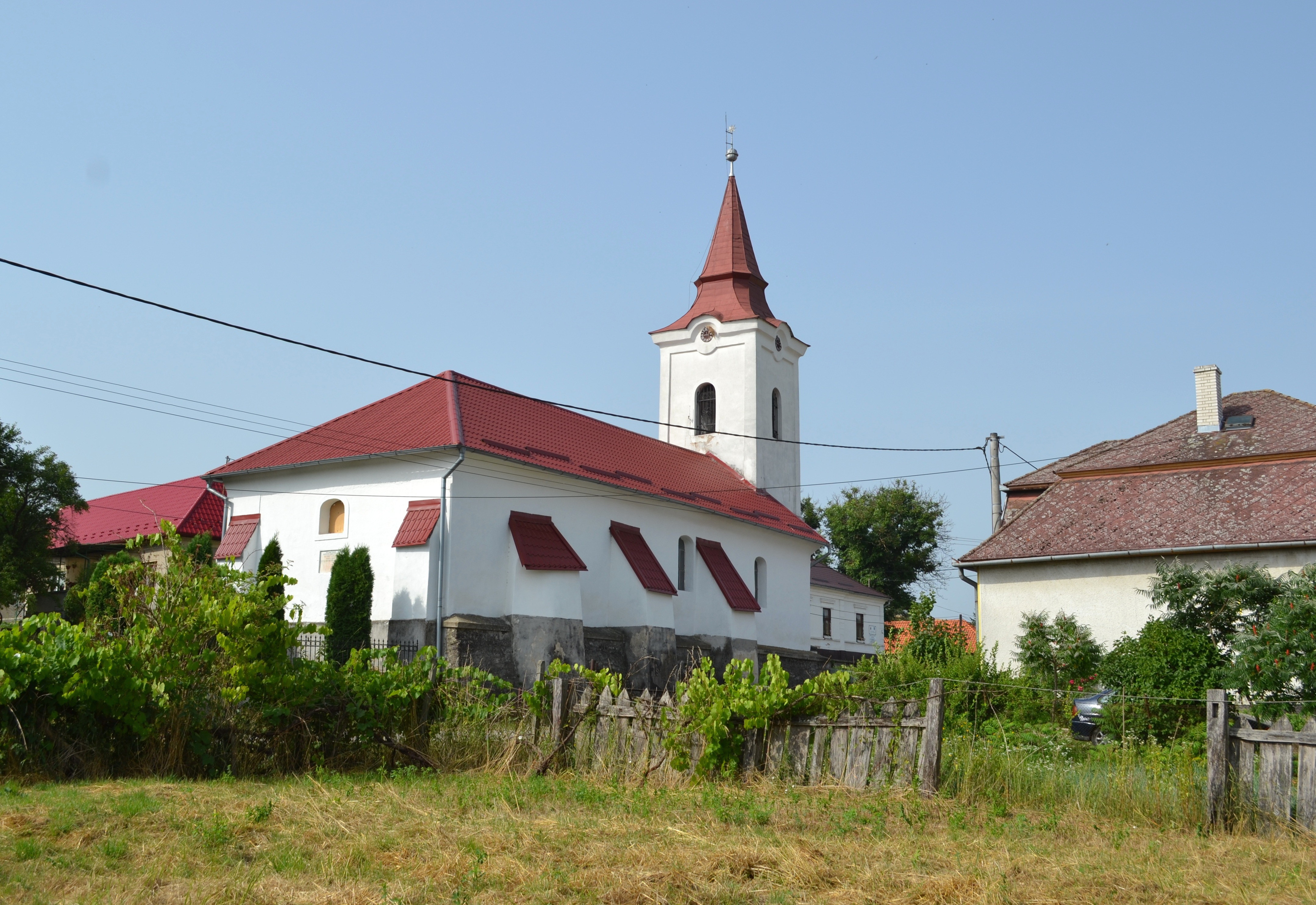
Református templom

## Külső hivatkozások
- Községinfó
- Naprágy Szlovákia térképén
- E-obce.sk Archiválva 2007. november 25-i dátummal a Wayback Machine-ben